# Посудевські
Посудевські (Кононовичі-Посудевські, Онучки (Унучки)-Посудевські, рос. Посудевские) — український старшинський, пізніше дворянський рід.

## Походження
Нащадки Конона Посудевського (XVI—XVIII ст.).
Його сини – Нестор Кононович, значний військовий товариш при гетьманові Юрію Хмельницькому, його посланець у Москву (жовтень 1660), пробув там в полоні (як заручник) до 1667 року, пізніше — військовий (тобто генеральний) писар у гетьмана Петра Дорошенка (листопад 1668); Сава Кононович (р. н. невід. – п. до 1685), любецький сотник (1656–58, 1660, 1669) і чернігівський полковий обозний (1667). Один з нащадків Сави — Федір Романович (бл. 1700 – до 1764) – був чернігівським полковим комісаром (1728), чернігівським полковим сотником (1735–57), любецьким сотником (1757–60), його сини – Петро Федорович (бл. 1725 – 1783) – чернігівським полковим сотником (1757–69), а Іван Федорович (бл. 1738 – до 1817) – любецьким сотником (1762–73), онук – Іван Іванович (бл. 1771 – 1831) – генеральним суддею в 1-му департаменті Чернігівського генерального суду (1823–26) і чернігівським губернським маршалом (1829–31).
Одна з гілок цього роду носила прізвище Пархоменків-Посудевських.
Рід внесений до 2-ї частини Родовідної книги Чернігівської губернії.

## Опис герба
У червоному полі перекинута підкова, увінчана кавалерським хрестом і супроводжувана двома стрілами в андріївський хрест (Сушинський зм.).
Щит увінчаний дворянським нашоломником і короною. Намет на щиті червоний, підкладений сріблом.